# Soony Saad
Hassan Ali Saad (arabisch حسن علي سعد, DMG Ḥasan ʿAlī Saʿd; * 17. August 1992 in Dearborn, Vereinigten Staaten), auch als Soony Saad (سوني سعد Sūnī Saʿd) bekannt, ist ein US-amerikanisch-libanesischer Fußballspieler.

## Karriere

### Verein
Das Fußballspielen erlernte Hassan Ali Saad auf der IMG Academy in Bradenton und bei den Michigan Wolverines, die Bestandteil der University of Michigan sind. Seinen ersten Vertrag unterschrieb er 2011 bei Sporting Kansas City. Der Verein spielte in der Major League Soccer (MLS) und ist in Kansas City in Kansas beheimatet. 2015 verließ er die USA und ging nach Asien. Hier unterschrieb er einen Vertrag bei BEC–Tero Sasana FC, einem Verein, der in Bangkok beheimatet ist und in der höchsten Klasse des Landes, der Thai League, spielte. 2016 wurde er den Aufsteiger in die Thai League, Pattaya United, ausgeliehen. Für Pattaya stand er 28 Mal auf dem Spielfeld und erzielte neun Tore. 2017 wechselte er wieder in die Vereinigten Staaten zu seinem alten Verein Sporting Kansas City. Nach der Hinserie spielte er die mit dem Farmteam Swope Park Rangers. Das Franchise spielte in der zweiten Liga, der USL Championship und ist in Kansas City ansässig. 2018 schloss er sich dem Ligakonkurrenten Indy Eleven aus Indianapolis an. Hier absolvierte er 29 Spiele und schoss fünf Tore. Anfang 2019 wechselte er zu al-Ansar (Beirut), einem Verein aus dem Libanon, der in der ersten Liga des Landes, der Premier League, spielt. Im März 2020 zog es ihn wieder nach Asien. Hier unterschrieb er in Südkorea einen Vertrag beim Ansan Greeners FC. Mit dem Club aus Ansan spielt er in der zweiten Liga, der K League 2. Für den Verein stand er elfmal in der zweiten Liga auf dem Spielfeld. Am Ende der Saison wurde sein Vertrag nicht verlängert. Al-Wihdat, ein Verein aus Jordanien, nahm ihn im März 2021 unter Vertrag. Der Verein aus Amman spielte in der ersten jordanischen Liga. Am 4. April 2021 spielte er mit dem Verein im Jordan Super Cup gegen den Al-Jazeera Club. Das Spiel wurde mit 2:0 gewonnen. Ende 2021 verließ er Jordanien und ging wieder nach Thailand, wo er einen Vertrag beim Erstligisten PT Prachuap FC unterschrieb. Am 29. Mai 2022 stand er mit PT im Finale des Thai League Cup. Hier unterlag man im BG Stadium Buriram United mit 4:0. Für Prachuap bestritt er drei Erstligaspiele. Nach der Saison wurde sein Vertrag nicht verlängert und er ging weiter zum Penang FC in die Malaysia Super League. Dort war er bis zum 1. April 2024 aktiv und ist seitdem vereinslos.

### Nationalmannschaft
Von 2008 bis 2009 lief er 16 Mal für die U-17-Nationalmannschaft der Vereinigten Staaten auf. Im Jahr 2010 spielte er zehnmal für die U-20-Nationalmannschaft der Vereinigten Staaten.
Von 2013 bis 2024 spielte er für die Libanesische Fußballnationalmannschaft. Sein Debüt im Nationalteam gab er am 29. Mai 2013 in einem Freundschaftsspiel gegen den Oman, das im Khalifa International Stadium in Doha ausgetragen wurde und 1:1 endete. Hier erzielte er auch sein erstes Tor für sein Team. Saad bestritt bis zum Januar 2024 insgesamt 38 Partien und schoss dabei sieben Treffer.

## Erfolge
Sporting Kansas City
- MLS Cup: 2013
- MLS Supporters’ Shield: 2012 (2. Platz)
- MLS Eastern Conference (Regular Season): 2011, 2012
- Lamar Hunt U.S. Open Cup: 2012

al-Wihdat
- Jordan Super Cup: 2021

PT Prachuap FC
- Thai League Cup: 2021/22 (Finalist)